# Pardelówka
Pardelówka (Góra Wiatrów, 710 m n.p.m.) – szczyt  w południowo-zachodniej Polsce, w Sudetach Środkowych, we Wzgórzach Włodzickich.
Pardelówka  jest drugim najwyższym szczytem Wzgórz Włodzickich. 

## Szlaki turystyczne
Ludwikowice Kłodzkie (stacja kolejowa) - Ludwikowice Kłodzkie - Pardelówka - Włodzicka Góra - Rozdroże pod Włodzicką Górą - Świerki
 Kościelec - Góra Wszystkich Świętych - Bieganów - Góra Św. Anny - Nowa Ruda - Pardelówka - Włodzicka Góra - Rozdroże pod Włodzicką Górą - Świerki Dolne (przystanek kolejowy)